# Магарешка опашка
"Магарешка опашка" е късометражен игрален филм от 2014 г. с режисьор Лиза Боева и продуцент Филизи 33. С участието на Ицко Финци.
Филмът е реплика към огромен скандал, разразил се през март 1910 г. в парижкия Салон на независимите (Salon des Indépendants), когато група мистификатори (предварително анонсирали несъществуващия италиански художник Боронали) представят абстрактната картина "И слънцето заспа над Адриатика" (Et le soleil s'endormit sur l'Adriatique), нарисувана от опашката на магарето Лоло, което живее в Монмартър. 
Премиерата на филма е в кино Одеон. 

## Допълнителна информация
Филмът „Магарешка опашка“ е заснет в гр. Костинборд с участието на магарето Златка. Картината, създадена от неговата опашка, е представена в рамките на еднодневна изложба в Галерия-книжарница София Прес (ул. „Славянска“ 29).
През 1911 г. авангардните руски художниците Михаил Ларионов и Наталия Гончарова – силно впечатлени от скандалната акция в Салона на независимите – създават художественото обединение „Магарешка опашка“ (Ослиный хвост). През зимата на 1912 г. те организират в Петербург едноименна изложба (в която взимат участие художниците Казимир Малевич, Владимир Татлин, Алексей Моргунов, Александър Шевченко и др). Втората едноименна изложба на обединението е през пролетта на 1912 г. в Москва (представени са около 300 картини). Заради продължението на скандалната акция на парижките мистификатори от руските авангардисти във филма „Магарешка опашка“ звучи песен на руски език ("Мохнатый шмель" по стихотворението The Gipsy Trail на Ръдиард Киплинг).